# مسجد ومعبد النار سنغي
مسجد ومعبد النار سنغي (بالفارسية: مسجد سنگی و چهارطاقی ایج) هو مسجد ومعبد النار تاريخي يعود إلى عصر ساسانيون، ويقع في إيج.